# Hotel Borgafjäll

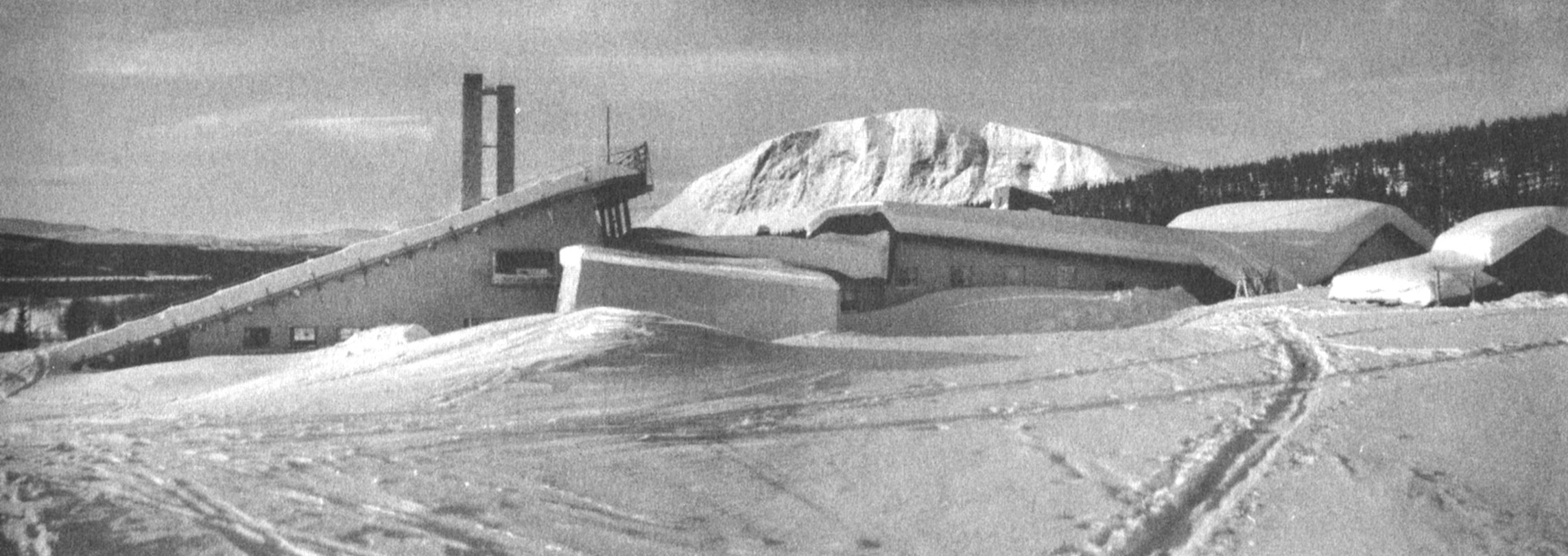
Hotel Borgafjäll zimą (1950)

Hotel Borgafjäll – hotel i ośrodek narciarski zaprojektowany przez Ralpha Erskine’a w 1948 i zbudowany w 1955 w Borgafjäll (Szwecja, gmina Dorotea).
Obiekt jest przykładem pełnej integracji architektury z otaczającym ją środowiskiem przyrodniczym. Obrośnięte trawą, spadziste dachy nie powodują dysonansu latem, wpisując się w krajobraz okolicznych gór. Zimą ośnieżone połacie dachowe uzupełniają tereny zjazdowe. Całość kompleksu ściśle powiązana jest z wcześniejszą osadą górską zlokalizowaną w tym rejonie. Obiekt był wielokrotnie wyróżniany nagrodami architektonicznymi.